# Étude pour la tête d'Apollon

L’Étude pour la tête d'Apollon  est une huile sur toile peinte par Velázquez en 1630 et conservée dans une collection privée.

## Description du tableau
C'est une étude préparatoire à la figure d'Apollon de la Forge de Vulcain du musée du Prado qui possède cependant quelques différences avec la version finale.Ainsi, le profil du dieu de la mythologie semble plus autoritaire dans la version définitive que dans le croquis, les cheveux ne présentent pas l'aspect relâché, volant, qu'ils ont dans l'étude.
La paternité de l’œuvre fut un motif de débat car la toile assez différente de l’œuvre visible au musée madrilène. Cependant, après une radiographie de la toile, les conclusions sont que le personnage du Prado était initialement très proche du croquis et fut corrigé par la suite. Le type de toile utilisé appuie également la paternité de Vélasquez.
L’œuvre appartint à la collection du marchant d'art  Wildenstein avant d'intégrer une collection privée.